# 본오도리

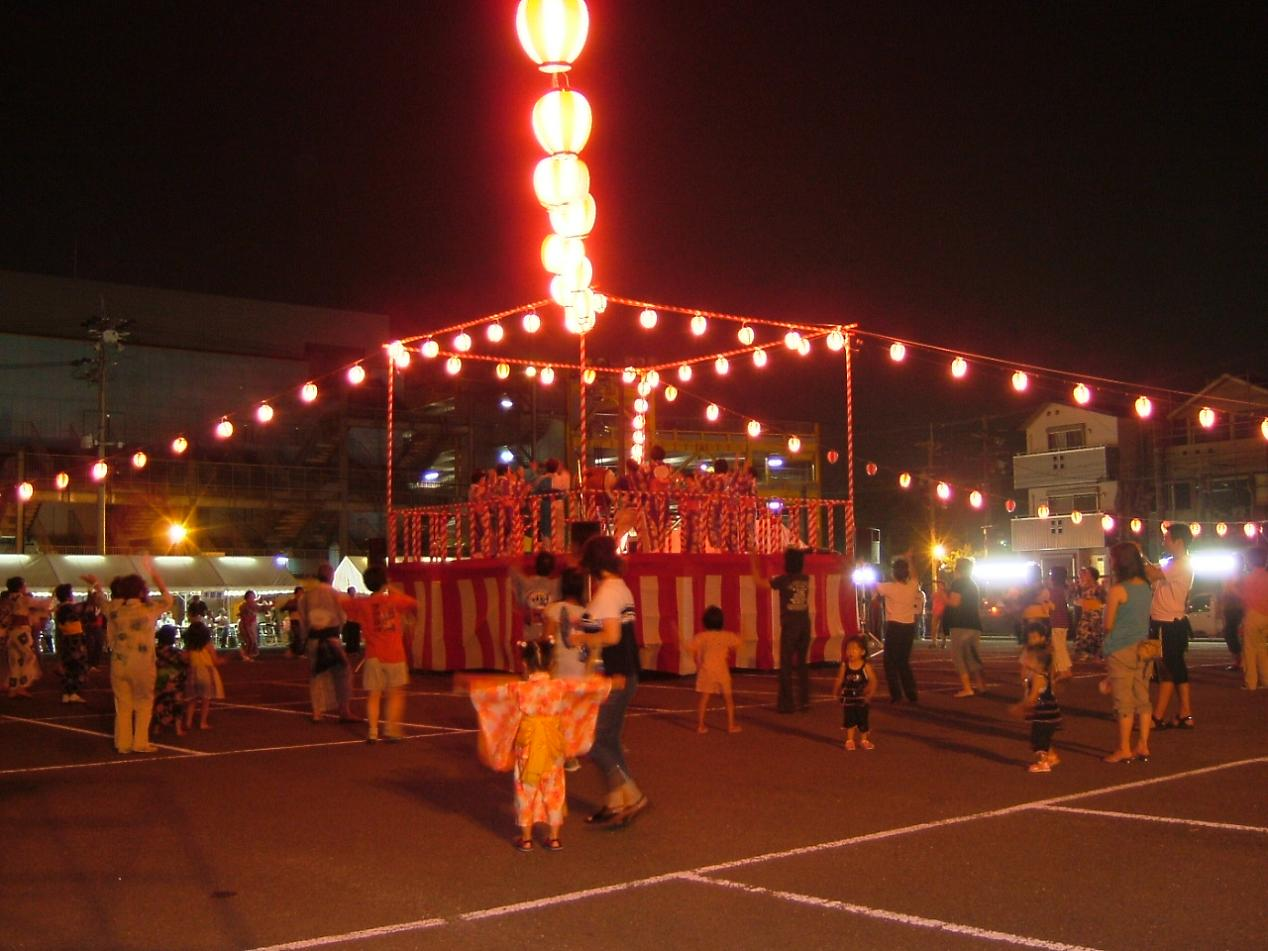
나고야시의 본오도리

본오도리(일본어: 盆踊り)는 오본(백중) 기간 밤에 마을 주민들이 모여 추는 춤의 일종으로 흔히 백중맞이 춤이라고 한다.

## 개요
광장 중앙에 무대를 세워 무대 위에서 음악과 노래에 맞추어 참가자들이 무대 주위를 돌면서 추는 춤이 일반적이다. 춤의 기원은 염불춤이라고 한다.
대개 노래 가사는 여름에 맞는 시구로 구성되어 있고, 여름 휴가 기간에 개최되는 큰 이벤트 중 하나이다. 점차 야간통행을 하는 사람이 늘어나 근년에는 심야까지 열리는 일도 적지 않다.
역사적으로 촌락사회에 있어 오락과 마을의 결속을 다지기 위한 기능적 역할이 컸다. 이 때문에 각지에서는 지역음악이 많이 존재하고, 자치단체와 상공회 등이 만든 오리지널 지역적 음악이 드문편은 아니다. 개화기이전에는 오본 춤 행사는 특정한 날, 마을의 젊은 남녀가 모여 구애나 주술을 행하던 풍습인 우타가키 등과 결부되었었다.